# (12685) 1985 VE
(12685) 1985 VE est un astéroïde de la ceinture principale d'astéroïdes découvert en 1985.

## Description
(12685) 1985 VE a été découvert le 14 novembre 1985 à l'observatoire Brorfelde, près de Holbæk au Danemark, par Poul Jensen.

### Caractéristiques orbitales
L'orbite de cet astéroïde est caractérisée par un demi-grand axe de 2,33 UA, un périhélie de 2,09 UA, une excentricité de 0,10 et une inclinaison de 4,84° par rapport à l'écliptique. Du fait de ces caractéristiques, à savoir un demi-grand axe compris entre 2 et 3,2 UA et un périhélie supérieur à 1,666 UA, il est classé, selon la JPL Small-Body Database, comme objet de la ceinture principale d'astéroïdes.

### Caractéristiques physiques
(12685) 1985 VE a une magnitude absolue (H) de 13,6 et un albédo estimé à 0,074.